# Siphocampylus puberulus
Siphocampylus puberulus är en klockväxtart som beskrevs av Franz Elfried Wimmer. Siphocampylus puberulus ingår i släktet Siphocampylus och familjen klockväxter.
Artens utbredningsområde är Bolivia. Inga underarter finns listade i Catalogue of Life.